# Periana
Periana is een gemeente in de Spaanse provincie Málaga in de regio Andalusië met een oppervlakte van 59 km². In 2007 telde Periana 3525 inwoners.